# Rue de Buci
Pour les articles homonymes, voir Buci.
La rue de Buci est une voie située dans les quartiers de Saint-Germain-des-Prés et de la Monnaie du 6e arrondissement de Paris.

## Situation et accès
Longue de 190 mètres, elle commence au 84, rue Mazarine et au 2, rue de l'Ancienne-Comédie et se termine au 160, boulevard Saint-Germain.
La rue de Buci est desservie par les lignes 4 et 10 à la station Odéon.
Voies rencontrées
La rue de Buci rencontre les voies suivantes, dans l’ordre des numéros croissants (« g » indique que la rue se situe à gauche, « d » à droite) :
- début : rue Mazarine (d) ;
- place Louise-Catherine-Breslau-et-Madeleine-Zillhardt ;
- rue Grégoire-de-Tours (g) ;
- rue de Seine (g/d) ;
- rue de Bourbon-le-Château (d) ;
- fin : boulevard Saint-Germain.

## Origine du nom
Elle porte le nom de « Buci » en l'honneur de Simon de Buci, originaire de Bucy-le-Long et premier président au Parlement de Paris en 1341, qui acheta en 1350 la porte Saint-Germain sur laquelle donnait cette rue.

## Historique
Cette voie fut ouverte au XIIIe siècle. Elle prit le nom de « Buci » dès 1352 et fut également appelée : « rue qui tend du Pilori à la Porte de Buci », car un pilori existait à côté de l'abbaye de Saint-Germain-des-Prés en vertu d'une charte accordée par Philippe le Hardi à cette abbaye.
Elle est citée sous le nom de « rue de Bussy » dans un manuscrit de 1636.
À l'angle de la rue de Buci et de la rue Dauphine, chez le traiteur Nicolas Landelle, de 1729 à 1739, se réunissait la célèbre goguette du Caveau, première du nom. La salle basse où elle se réunissait donna son nom à la société. Il se perpétuera jusqu'en 1939, à travers quatre sociétés successives différentes.
La rue se terminait auparavant sur la place Sainte-Marguerite (place Gozlin après 1864), absorbée par le boulevard Saint-Germain en 1877.
Le 30 mars 1918, durant la Première Guerre mondiale, un obus lancé par la Grosse Bertha explose au carrefour Saint-Germain-Buci.
Alors que Paris est sous occupation allemande, la rue de Buci est le théâtre d'une importante manifestation de la Résistance, significativement menée par des femmes. Dès le 4 avril 1942, le Parti communiste français (PCF) assigne à l'Organisation spéciale (OS) comme but « d'organiser des manifestations contre le rationnement, d'envahir en masse les restaurants et épiceries de luxe et de partager les vivres ». Ainsi, les magasins d'alimentation Eco, implantés dans cette rue, sont envahis le 31 mai 1942 par des militantes pour une distribution de boîtes de sardines. Une bagarre avec les employées s'ensuit et la police intervient ; deux policiers sont abattus au revolver par les hommes d'un groupe de protection. La police arrête une vingtaine de personnes dont Madeleine Marzin, qualifiée de « meneuse », Lucie Pécheux, dite « Lucette », et quelques hommes ; l'événement est qualifié par les autorités d'« attentat terroriste ».

## Bâtiments remarquables et lieux de mémoire
- A vécu à un numéro inconnu Alfred de Montesquiou dans les années 2000[6].
- Le Café de Buci, situé à l'angle des rues de Buci, Mazarine et Dauphine, au niveau de la place Louise-Catherine-Breslau-et-Madeleine-Zillhardt, classé aux monuments historiques[7].
- No 10 : domicile de l'artiste graveur Henri Théophile Hildibrand.
- No 12 : Le Molière est classé monument historique. En effet, à quelques mètres se tenait le jeu de paume de la Croix Blanche ; de plus, ce fut le lieu où Jean-Baptiste Poquelin prit son célèbre pseudonyme, Molière. C'est également à cette adresse qu'a été fondée en 1732 la première loge maçonnique parisienne. On trouve un rappel de cette loge Saint-Thomas dans l’étoile flamboyante sculptée sur la façade[8],[9].

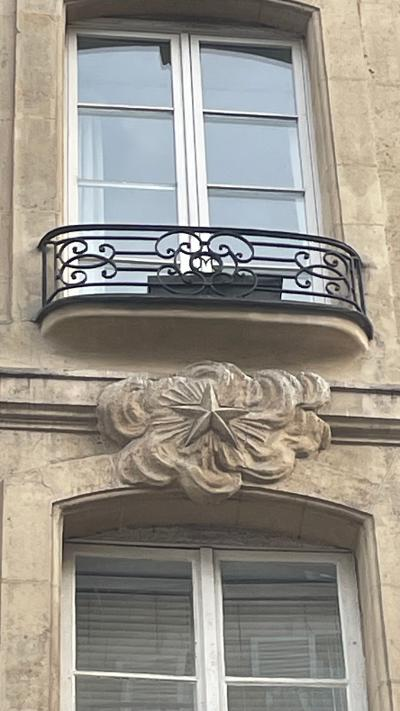
Étoile du n°12.
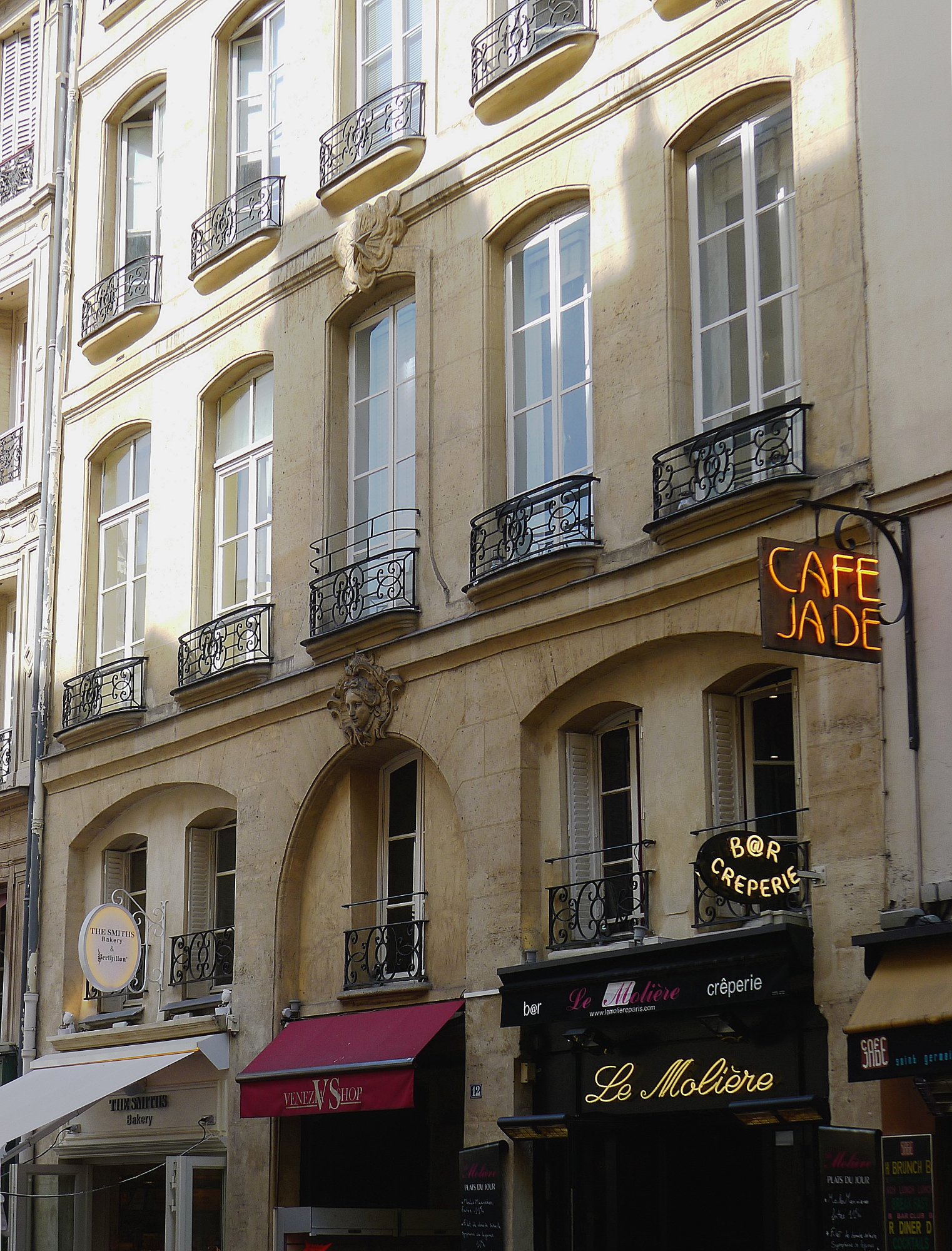
Façade du no 12.

- Nos 23, 25 et 27 : la façade de l'hôtel La Louisiane et les chambres où vécurent Jean-Paul Sartre et Simone de Beauvoir.
- No 26 : immeuble inscrit monument historique[10].

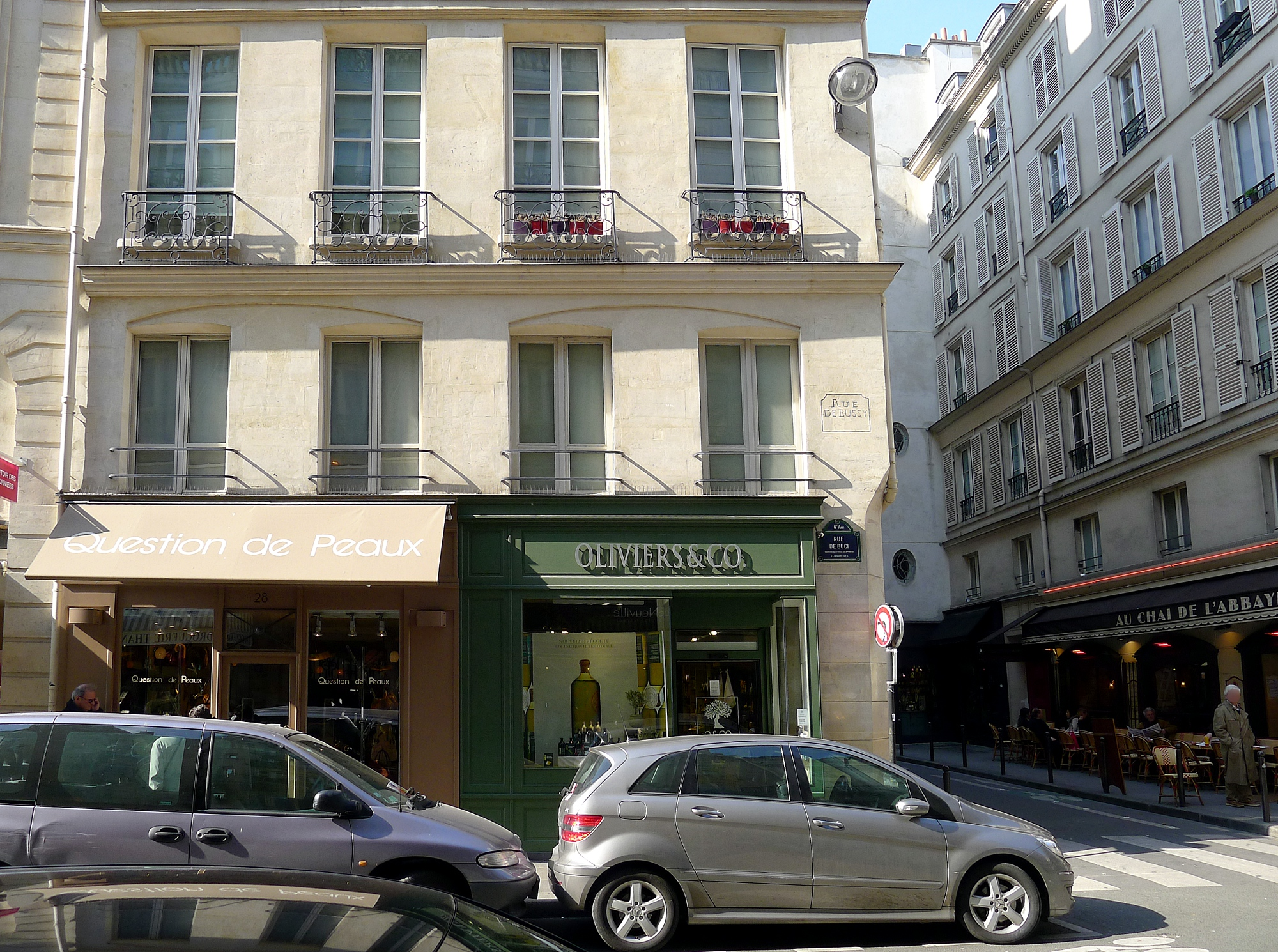
No 28, avec un ancien nom de la rue (rue de Bussy) gravé sur le mur.
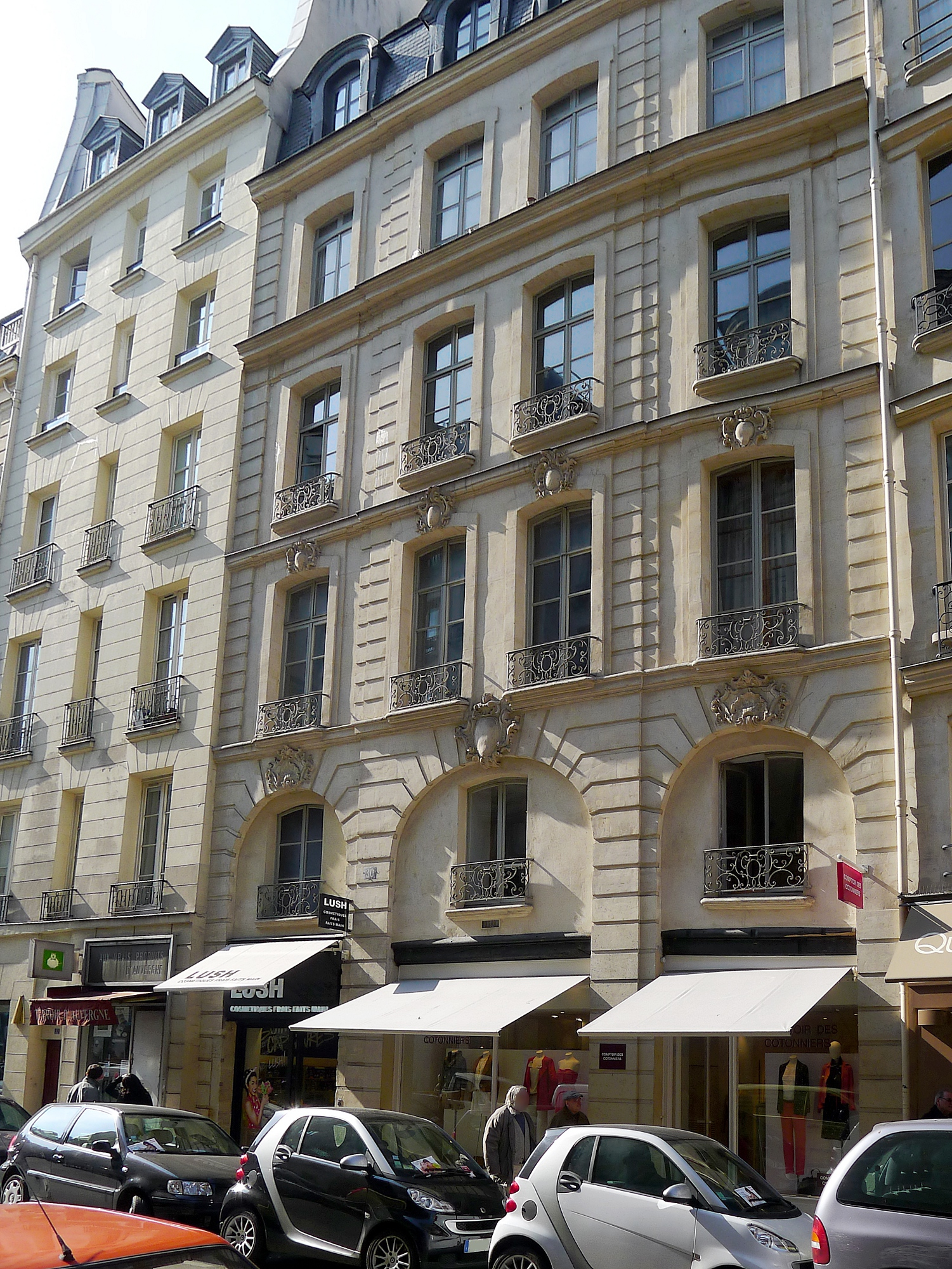
Nos 30 et 32.

## La rue de Buci dans la culture

### Littérature
- Dans Le Flâneur des deux rives (1918), le poète Guillaume Apollinaire intitule un chapitre « Les Noëls de la rue de Buci »[11].
- Jacques Prévert a écrit un poème intitulé La Rue de Buci maintenant... dans son recueil Paroles, publié pour la première fois en 1946 aux éditions du Point du jour[12].

### Musique
Le groupe BB Brunes lui a dédié une chanson dans son album Long Courrier en 2012.

### Télévision
Un téléfilm, écrit par Renée Legrand, scénarisé par Michel Laclos et réalisé par Gérald Duduyer en 1972, intitulé Rue de Buci, se déroule dans le quartier.